# قطعنامه ۱۵۷۸ شورای امنیت
قطعنامه ۱۵۷۸ شورای امنیت سازمان ملل متحد که در تاریخ ۰۱ دسامبر ۲۰۰۴ تصویب شد، سندی بین‌المللی دربارهٔ بررسی وضعیت بوروندی است. این قطعنامه طی نشست ۵۰۹۳ام با ۱۵ رای موافق، ۰ مخالف و ۰ ممتنع تصویب شد.